# العلاقات بين أوكرانيا وحلف الناتو
| أعضاء حلف الناتو | أوكرانيا |

أعضاء حلف الناتو
أوكرانيا

بدأت العلاقات بين أوكرانيا وحلف شمال الأطلسي (الناتو) في عام 1994. شرعت أوكرانيا بخطة العمل المتعلقة بعضوية حلف الناتو في عام 2008. علقت أوكرانيا خطط الانضمام للحلف بعد الانتخابات الرئاسية لعام 2010 التي انتخب فيها فيكتور يانوكوفيتش رئيسًا للبلاد، والذي فضل اتباع سياسة عدم الانحياز. فر يانوكوفيتش من أوكرانيا في شهر شباط 2014 بعد اشتعال احتجاجات الميدان الأوروبي. قالت حكومة ياتسينيوك، التي وصلت للسلطة في أوكرانيا في نفس الشهر، أنها لا تخطط للانضمام إلى حلف الناتو، تأكيدًا منها على اتباع سياسة عدم الانحياز. مع ذلك، أصبح الانضمام لحلف الناتو، بعد الغزو العسكري الروسي للبلاد وإقامة الانتخابات البرلمانية في شهر أكتوبر من عام 2014، أولوية بالنسبة للحكومة الجديدة.
كان رد الفعل الروسي على شروع الحكومة الأوكرانية باتباع خطة العمل الخاصة بالانضمام إلى حلف الناتو في عام 2008 عدائيًا. مع ذلك، قال المتحدث باسم حلف الناتو في العام التالي، أن باب الانضمام للحلف، وعلى الرغم من معارضة روسيا لتوسع الناتو شرقًا، سيظل مفتوحًا أمام كل البلدان التي تستوفي شروط الانضمام له.
وفقًا لاستطلاعات الرأي التي أجريت بين عامي 2005 و2013، ظل الدعم الأوكراني الشعبي العام للانضمام إلى حلف شمال الأطلسي خجولًا. زادت شعبية هذه الخطوة بشكل كبير مع تدخل روسيا عسكريًا في أوكرانيا، ومع استحواذ موسكو على شبه جزيرة القرم. أظهرت استطلاعات الرأي التي أجريت في أوكرانيا بعد شهر يونيو 2014 أن 50% من الأوكرانيين المشاركين بالاستطلاعات يوافقون على انضمام أوكرانيا إلى حلف شمال الأطلسي. وأظهر استطلاع رأي أجرته مؤسسة المبادرات الديموقراطية في شهر يونيو 2017 أن ما نسبته 69% من الأوكرانيين لا يمانعون انضمام بلادهم لحلف الناتو، بالمقابل، لم تتجاوز هذه النسبة 28% عندما كان يانوكوفيتش في السلطة.

## تاريخ العلاقات

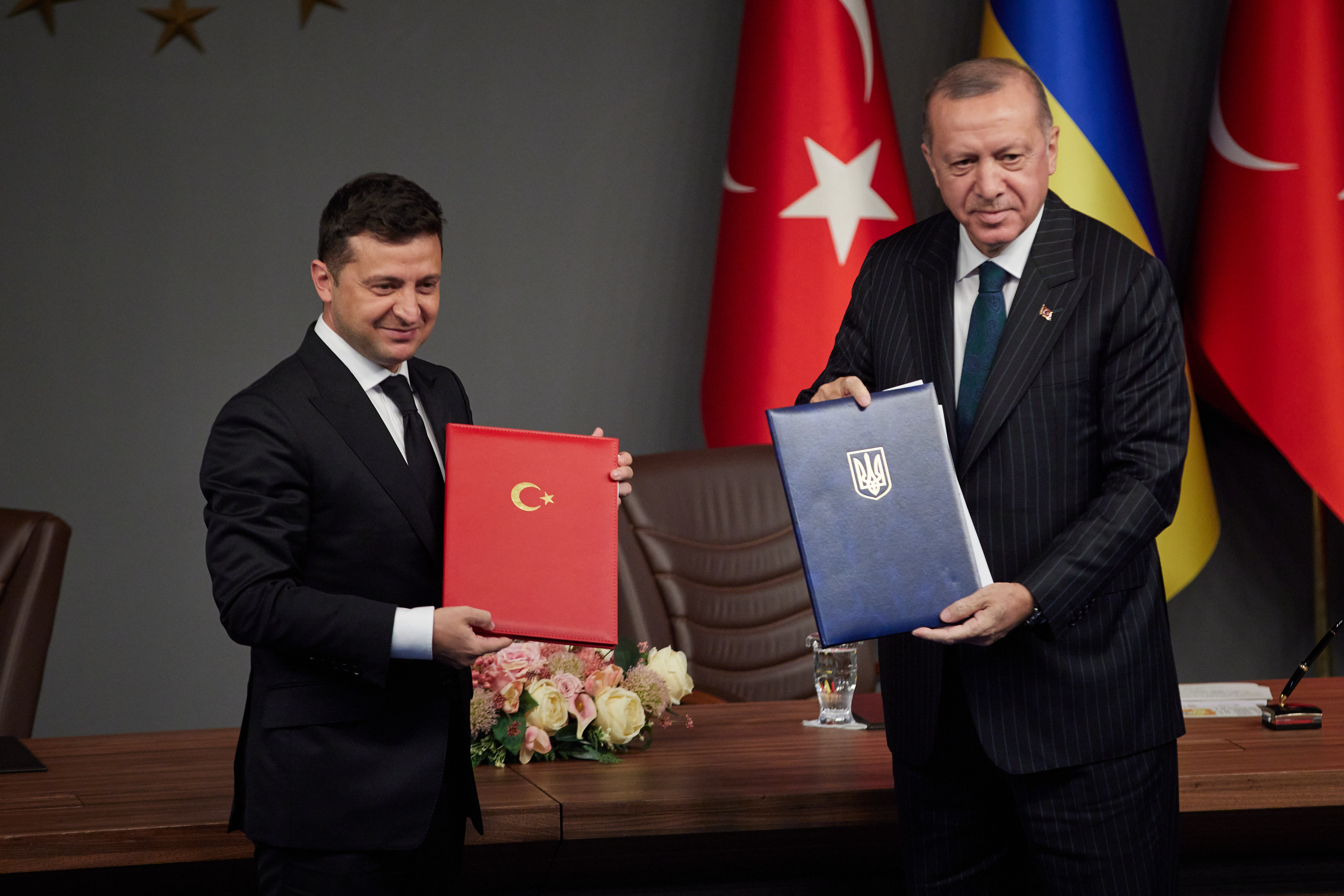
زيارة عمل للرئيس

بدأت العلاقات بين حلف الناتو وأوكرانيا بشكل رسمي بعد أن أصبحت أوكرانيا أول دولة من رابطة الدول المستقلة تدخل منظمة الشراكة من أجل السلام التابعة لحلف شمال الأطلسي في شهر فبراير من عام 1994. في صيف عام 1995، كثف حلف شمال الأطلسي جهوده لمساعدة أوكرانيا في تخفيف آثار كارثة مياه الشرب في مدينة خاركيف في أول تعاون مباشر بين حلف الناتو وأوكرانيا. افتُتح في 7 مايو 1997 أول مركز رسمي للمعلومات والتوثيق لحلف شمال الأطلسي في العاصمة الأوكرانية، كييف، بهدف تعزيز الشفافية حول الحلف. أظهر استطلاع للرأي أجري على الأوكرانيين في 6 مايو من نفس العام أن 37% منهم يؤيدون الانضمام لحلف شمال الأطلسي، فيما عارض 28% ذلك، ولم يعطِ 34% منهم جوابًا واضحًا على سؤال الاستفتاء. في 9 يوليو 1997، أنشئت اللجنة المشتركة بين حلف شمال الأطلسي وأوكرانيا. في عام 2002، تدهورت العلاقات بين دول الناتو وحكومة الولايات المتحدة الأمريكية بعد الكشف عن فضيحة الكاسيت، التي كشفت عن نقل نظام دفاع أوكراني متطور إلى العراق الذي كان حينها تحت حكم صدام حسين. تبنت اللجنة المشتركة بين حلف شمال الأطلسي وأوكرانيا، في قمة توسيع حلف الناتو في شهر نوفمبر 2002، خطة عمل للطرفين. لم يكن إعلان الرئيس كوتشما عن رغبة أوكرانيا بالانضمام إلى حلف الناتو (في عام 2002) وإرسال القوات الأوكرانية إلى العراق في عام 2003 كافيين لإصلاح العلاقات بين كييف وحلف شمال الأطلسي. تعمل القوات المسلحة الأوكرانية حاليًا إلى جانب قوات الناتو في العراق.
بعد ثورة البرتقال في عام 2005، استبدل الرئيس الأوكراني كوتشما بفيكتور يوشينكو الذي يعد من أشد المؤيدين لانضمام أوكرانيا إلى حلف الناتو. في شهر يناير من عام 2008، قوبل اقتراح حكومة يوليا تيموشينكو الثانية بشأن وضع خطة عمل لانضمام أوكرانيا إلى حلف شمال الأطلسي بالمعارضة. دعت عريضة، تضم أكثر من مليوني توقيع، إلى إجراء استفتاء حول انضمام أوكرانيا إلى الناتو. دعت المعارضة إلى إجراء استفتاء شعبي قبل اتخاذ أي خطوة للانضمام إلى الحلف. في شهر فبراير من عام 2008، أيد 57.8% من الأوكرانيين فكرة إجراء استفتاء وطني حول الانضمام إلى الناتو، فيما لم تتجاوز هذه النسبة 39% في شهر فبراير من عام 2007.

### محاولة أوكرانيا الانطلاق بخطة العمل الخاصة بالانضمام إلى حلف شمال الأطلسي
في شهر يناير 2008، قال السيناتور الأمريكي، ريتشارد لوغار: «وقع الرئيس الأوكراني فيكتور يوشينكو، ورئيس الوزراء يوليا تيموشينكو، ورئيس البرلمان أرسيني ياتسينيوك على البيان الذي يدعو إلى دراسة الانطلاق بخطة العمل الخاصة بحصول أوكرانيا على عضوية حلف شمال الأطلسي في قمة بوخارست».
لم يتمكن البرلمان الأوكراني، برئاسة أرسيتي ياتسينيوك، من عقد جلسته البرلمانية العادية، بعد قرار المعارضة مقاطعة الأعمال البرلمانية احتجاجًا على انضمام كييف إلى حلف شمال الأطلسي. تعطل عمل البرلمان من 25 يناير 2008 حتى 4 مارس 2008 (واتفق زعماء الأحزاب على بروتوكول موحد للتفاهم المتبادل). اقترح كل من الرئيس الأمريكي جورج دبليو بوش ومرشحي منصب رئيس الولايات المتحدة في انتخابات عام 2008، السيناتور باراك أوباما والسيناتور جون ماكين، دعم أوكرانيا في مساعيها للانضمام إلى حلف شمال الأطلسي. وأبدت روسيا ردود فعل سلبية على هذه التحركات.

### قمة بوخارست: 2008 – 2009
في قمة بوخارست لحلف شمال الأطلسي، أبريل 2008، قرر الحلف الامتناع عن مناقشة مسألة عضوية كل من جورجيا وأوكرانيا. مع ذلك، قال الأمين العام للحلف، ياب دي هوب شيفرستيل، أن البلدين سينضمان إلى الحلف عاجلًا أم آجلًا. قوبل الاقتراح، حسب ما ورد، بمقاومة كل من فرنسا وألمانيا.
في نوفمبر 2008، شكك كل من المستشارة الألمانية أنجيلا ميركل ورئيسة الوزراء الأوكرانية يوليا تيموشينكو، ووزير الدفاع الأوكراني السابق أناتولي هريتسينكو، بإشراك أوكرانيا بخطة العمل الخاصة بضمها إلى حلف شمال الأطلسي في شهر ديسمبر من نفس العام. في أواخر شهر نوفمبر من عام 2008، قال الرئيس الأوكراني في مقابلة له مع صحيفة ذات تايمز أوف لندن: «لقد قامت أوكرانيا بكل ما يجب عليها القيام به للانضمام إلى الحلف. وسنحافظ على نفس الوتيرة في مساعينا للحصول على العضوية. كل ما عدا ذلك هو مسألة إرادة سياسية للحلفاء الذين يمثلون الناتو». أيد كل من نائبة الأمين العام المساعد لحلف شمال الأطلسي أوريليا بوشينز، والأمين العام للحلف، ياب دي هوب شيفرستيل، مساعي كييف للانضمام إلى حلف الناتو، في الوقت الذي لم تساهم فيه إدارة الرئيس الأمريكي جورج دبليو بوش في المساعي الخاصة بمناقشة ضم كل من جورجيا وأوكرانيا إلى الحلف. صرح الرئيس الروسي حينها، ديمتري ميدفيديف، بأن «الرشد قد ساد». في 3 ديسمبر 2008، قرر الناتو وضع برنامج وطني سنوي يهدف لتقديم الدعم لأوكرانيا في تنفيذ الإصلاحات المطلوبة لإشراكها بخطة العمل الخاصة بضمها إلى حلف شمال الأطلسي.

### رئاسة فيكتور يوشتشينكو (2005-2010)
عقب ثورة البرتقال التي اندلعت في عام 2004، حل الرئيس فيكتور يوشتشينكو محل كوتشما، وكان من المؤيدين الحريصين على انضمام أوكرانيا إلى منظمة حلف شمال الأطلسي. في يناير 2008، قوبل اقتراح حكومة يوليا تيموشينكو الثاني بشأن انضمام أوكرانيا إلى خطة عمل عضوية حلف شمال الأطلسي بالمعارضة. دعت عريضة تضمنت أكثر من مليوني توقيع إلى إجراء استفتاء بشأن اقتراح عضوية أوكرانيا للانضمام إلى منظمة حلف شمال الأطلسي. دعت المعارضة إلى إجراء استفتاء وطني بشأن أي خطوات تهدف إلى تحقيق المزيد من الشراكة مع منظمة حلف شمال الأطلسي. في فبراير 2008، أيّد 57.8% من الأوكرانيين فكرة الاستفتاء الوطني بشأن الانضمام إلى حلف شمال الأطلسي، بينما كانت هذه النسبة 38.6% في استفتاء فبراير 2007.
في 21 أبريل 2005، وفي إطار اجتماع غير رسمي لوزراء خارجية دول حلف شمال الأطلسي، عُقد اجتماع للجنة المشتركة بين أوكرانيا وحلف شمال الأطلسي، والذي فتح المجال أمام مرحلة جديدة من علاقات أوكرانيا بالحلف، وذلك بإجراء حوارات مكثفة كان الغرض منها أن تكون الخطوة الأولى نحو انضمام أوكرانيا إلى حلف شمال الأطلسي.
أثناء الزيارة الرسمية الأولى للرئيس فيكتور يوشتشينكو إلى الولايات المتحدة، صرّح الرئيس جورج دبليو بوش أنه من مؤيدي فكرة انضمام أوكرانيا في منظمة حلف شمال الأطلسي. ورد في بيان رسمي مشترك صادر عن رئيسي أوكرانيا والولايات المتحدة أن واشنطن تؤيد الاقتراح الداعي إلى بدء حوار مكثف بشأن انضمام أوكرانيا إلى خطة عمل عضوية منظمة حلف شمال الأطلسي.
في أبريل 2005، أعاد فيكتور يوشتشينكو العمل بالقواعد العسكرية الأوكرانية التي حددت الهدف الاستراتيجي لأوكرانيا والمتمثلة بالعضوية الكاملة في منظمة حلف شمال الأطلسي والاتحاد الأوروبي. ورد في النص الجديد: «استنادًا إلى حقيقة مفادها أن حلف شمال الأطلسي والاتحاد الأوروبي هما الضامنان للأمن والاستقرار في أوروبا، فإن أوكرانيا على استعداد تام للانضمام إلى هذه المنظمات». كما هو الحال في النسخة السابقة، فإن أحد أولويات السياسة الداخلية والخارجية يتمثل بتعزيز إصلاح مجال الدفاع في الدولة وفقًا للمعايير الأوروبية.
في 20 يناير 2006، وفي أعقاب اجتماع وزراء دفاع دول أوروبا الشرقية في بودابست –الدول الأعضاء في منظمة حلف شمال الأطلسي، المجر والجمهورية التشيكية وبولندا وسلوفاكيا– وبحضور وزير الدفاع الأوكراني، جرى الإعلان عن تأييد هذه الدول لانضمام أوكرانيا إلى منظمة حلف شمال الأطلسي، شريطة دعم المجتمع الأوكراني لهذه الخطوة وتحقيق الاستقرار الداخلي في أوكرانيا.